# 東京バイオテクノロジー専門学校
東京バイオテクノロジー専門学校（とうきょうバイオテクノロジーせんもんがっこう）は、東京都大田区北糀谷1-3-14にある専門学校。運営は学校法人東京滋慶学園（学校法人滋慶学園グループ）。

## 概要
東京都大田区に所在し、遺伝子、動物、植物、醸造発酵、食品、化粧品、環境、分析の研究分野を支える専門技術者を養成する専門学校。

## 沿革
ホームページ沿革より抜粋
- 1988年4月  - 学校法人東京生命科学学園により、全国で始めて、バイオテクノロジー単科２年制専門学校として｢東京バイオテクノロジー専門学校｣ が創設。
- 1999年4月  - 専門学校で初めて醸造免許を取得（ワイン試験醸造免許）。
- 2000年3月  - バイオテクノロジー学科を３年制に改変する。
- 2007年4月  - 清酒・焼酎の試験醸造免許を追加。
- 2008年3月  - ３年制に加えて、ＤＮＡ・再生医療を中心とした４年制学科を開講。
- 2012年4月  - 学校法人東京生命科学学園が学校法人歯研会学園、日野学園、赤堀学園と合併し、学校法人東京滋慶学園が発足。当校の運営は学校法人東京滋慶学園となる。